# Nadir Bazani
Nadir Léa Bazzani (Mirassol, 5 de agosto de 1938) es una ex-jugadora brasileña de baloncesto que ocupaba la posición de base.
Fue seleccionada del conjunto femenino de baloncesto de Brasil con el que alcanzó la medalla de plata en los Juegos Panamericanos de 1959 en Chicago y en los Juegos Panamericanos de 1963 en São Paulo, y la medalla de oro en los Juegos Panamericanos de 1967 en Winnipeg y en los Juegos Panamericanos de 1971 en Cali; además, fue vencedora del Campeonato Sudamericano de Baloncesto femenino adulto de Brasil 1965 y Chile 1968.
Por otro lado, participó del equipo que alcanzó el quinto lugar en el Campeonato Mundial de Baloncesto Femenino de 1964 realizado en Perú.

## Estadísticas en competencias FIBA
| Año            | Competencia                               | PPJ | RPJ | APJ |
| -------------- | ----------------------------------------- | --- | --- | --- |
| 1967           | Campeonato Mundial de Baloncesto femenino | 4.7 | 0   | 0   |
| 1964           | Campeonato Mundial de Baloncesto femenino | 3   | 0   | 0   |
| Promedio total | Promedio total                            | 3.8 | 0   | 0   |
| Fuente: FIBA.  |                                           |     |     |     |